# Cisticola cherina
Cisticola cherina là một loài chim trong họ Cisticolidae.

## Phân bố và môi trường sống
Loài chim này được tìm thấy trên toàn bộ Madagascar và các đảo Astove và Cosmoledo ở Seychelles. Những con chim Seychelles bị nghi ngờ là những người đến gần đây, mặc dù có một số ghi chép ban đầu về loài này. Trong phạm vi của chúng, chúng chiếm một loạt các môi trường sống mở, bao gồm thảo nguyên, đồng cỏ, đầm lầy, đồng cỏ, bụi rậm và rìa rừng và các khoảng trống. Nó cũng được tìm thấy trong một loạt các môi trường sống bị con người tác động, bao gồm các cánh đồng lúa và đất canh tác. Các loài là ít di chuyển.